# Национальный банк Польши
Национа́льный банк По́льши (пол. Narodowy Bank Polski) — центральный банк Польши.

## История
Национальный банк Польши начал свою деятельность в 1945 году. Изначально функционировал как государственный банк под руководством министра финансов. До конца 1980-х годов банк являлся монополистом в банковской сфере. После демонтажа социалистического строя от банка были отделены региональные коммерческие банки, а Национальный банк Польши стал заниматься только вопросами денежно-кредитной политики. 1 января 1995 года банк провёл деноминацию злотого.
В 2019 году банк приобрёл 125,7 тонны золота, увеличив золотые резервы до 228,6 тонн.

## Деятельность
Основной целью Национального банка Польши является поддержание ценовой стабильности в стране, а также содействие экономической политики правительства, если это не мешает основной цели банка. Согласно Стратегии денежно-кредитной политики, принятой в 2003 году Советом по денежно-кредитной политике, Национальный банк Польши должен поддерживать инфляцию на уровне 2,5 %, с возможностью отклонения на 1 %. Национальный банк Польши имеет исключительное право на выпуск валюты в республике.
Задачами банка являются:
- организация денежных расчётов
- управление валютными резервами
- предоставление банковских услуг в рамках государственного бюджета
- регулирование ликвидности банков и организация их рефинансирования
- создание необходимых условий для развития банковской системы
- содействие стабильности финансовой системы Польши
- составление финансовой и банковской статистики, платёжного баланса и международной инвестиционной позиции
- выполнение других задач в соответствии с законодательством

## Организация
В состав органов управления Национального банка Польши входят: Председатель Национального банка (Prezes); Совет по денежно-кредитной политике (Rada Polityki Pieniężnej); Управляющий совет (Zarząd).

## Председатель Национального банка Польши
Председатель банка назначается и освобождается от должности Сеймом по представлению Президента Польши на срок 6 лет, но не более 2 сроков подряд. Является высшим должностным лицом банка. Возглавляет Совет по денежно-кредитной политике и Управляющий совет банка, представляет банк во внешних взаимодействиях. Также представляет интересы банка в международных банковских институтах, и, если это не противоречит решениям Правительства, в международных финансовых институтах.

### Список Президентов Национального банка Польши
- Эдвард Дрожняк с 13 марта 1945 года по 17 марта 1949 года
- Витольд Тромпчиньский с 27 сентября 1950 года по 18 декабря 1956 года
- Эдвард Дрожняк с 18 декабря 1956 года по 3 июня 1961 года
- Адам Зебровски с 3 июня 1961 года по 20 января 1965 года
- Станислав Маевский с 20 января 1965 года по 17 сентября 1968 года
- Леонард Симьятковски с 7 сентября 1968 года по 29 декабря 1972 года
- Витольд Бьен с 2 апреля 1973 года по 30 декабря 1980 года
- Станислав Маевский с 1 января 1981 года по 29 июля 1985 года
- Здзислав Пакула (исполняющий обязанности председателя) с 29 июля 1985 года по 12 ноября 1985 года
- Владислав Бака с 12 ноября 1985 года по 13 июля 1988 года
- Здзислав Пакула с 13 июля 1988 года по 12 сентября 1989 года
- Владислав Бака с 12 сентября 1989 года по 17 января 1991 года
- Гжегож Войтович с января 1991 года по август 1991 года
- Андрей Топински (исполняющий обязанности председателя) с 1991 года по 5 марта 1992 года
- Ханна Гронкевич-Вальц с 5 марта 1992 года по 10 января 2001 года
- Лешек Бальцерович с 10 января 2001 года по 10 января 2007 года
- Славомир Скшипек с 11 января 2007 года по 10 апреля 2010 года
- Пётр Весёлек (временно исполняющий обязанности)[2]
- Марек Белька с 11 июня 2010 года по 21 июня 2016 года
- Адам Глапиньский[англ.] с 21 июня 2016 года